# Francisco Rabal
Francisco Rabal, född 8 mars 1926 i Águilas i Murcia i Spanien, död 29 augusti 2001 i Bordeaux i Frankrike, var en spansk skådespelare.
Rabal föddes i ett litet gruvsamhälle där hans far arbetade. Vid inbördeskrigets utbrott flyttade familjen till Madrid där han började arbeta som gatuförsäljare och senare blev fabriksarbetare på en chokladfabrik. 1950 slog han sig in på skådespelarbanan och han fick sitt stora genombrott när han mötte regissören Luis Buñuel. Med sin fru Asunción Balaguer fick han dottern Teresa Rabal. Fram till sin död hann han medverka i cirka 200 filmer.